# فیزیوکراسی
فیزیوکراسی یا فیزیو کراتیسم به معنی تسلط طبیعت و در واقع آموزه اقتصاد ملی طبیعت است. دوران حیات این مکتب از سال ۱۷۵۸ هم‌زمان با «تابلوی اقتصادی»  کنه بنیان‌گذار این مکتب تا سال ۱۷۷۶یعنی در تاریخ انتشار کتاب معروف و ارزشمند «ثروت و ملل» آدام اسمیت است.
در واقع حیات این مکتب هم‌زمان با پیشرفت علوم و فنون مکانیک وگسترش افکار ناتورالیستی (یک جهان بینی فلسفی است که بر اساس آن همه چیز به وسیله طبیعت و طبیعت تنها به وسیله خودش توضیح پذیر است) به وجود آمد.
فیزیوکراتیسم اولین مکتب اقتصادی است که به بیان قواعد علمی اقتصاد پرداخت و بیشترین سهم را در شکل‌گیری اصول اولیه نظام اقتصادی سرمایه‌داری داشت. مبنای این مکتب بر پایه فلسفه دئیسم استوار بود. دئیسم یا «مکتب خداپرستی طبیعی» از ریشه لاتین دئوس به معنی خداست که در قرن ۱۷ و ۱۸ پدید آمد و با کلیسا مخالف بود و منکر وحی بود و عقل و ندای طبیعت را برای سعادتمند شدن انسان کافی می‌دانست و کلاً بر طبق نظر این فلسفه خداوند منشأ هستی است و دنیا را خلق نموده و و پس از خلقت هیچ چیز در جریان عالم دخالت نمی‌کند. در واقع خداوند دخالتی در این دنیا بعد از خلقت نمی‌کند مانند ساعت‌سازی که ساعتی را می‌سازد اما بعد از آن ساعت خود کار می‌کند ونیازی به دخالت سازنده اش ندارد. همین‌طور جهان هستی نیز با قواعد طبیعی که خداوند در بدو خلق کردن در آن نهاده به حیات خود بدون نیاز دخالت خدا ادامه می‌دهد در واقع تعبیر دئیسم از خداوند معمار باز نشسته‌است.
در واقع در اینجا به روشنی منشأ فکری آزادی اقتصاد و عدم دخالت دولت در اقتصاد دیده می‌شود چون نظر بر این است که اقتصاد نیز مانند طبیعت با توجه به مکانیسمهایی که در آن وجود دارد به تعادل می‌رسد و نیازی به دخالت دولت در رسیدن به تعادل ندارد. در واقع فیزیوکراتیسم معتقد است دو نوع نظام در دنیا وجود دارد. یکی نظام طبیعی که شامل قوانین غیرقابل تغییر طبیعی است و در عین حال بهترین نظام ممکن است و دوم نظام‌های تکوینی که به وسیله انسان به وجود می‌آیند وبر اساس قوانین حقوقی تنظیم شده‌اند. از نظر فیزیوکراتها هدف این است که نظام‌های تکوینی به وجود آمده توسط انسان بر نظام‌های طبیعی منطبق گردند و طبعاً نظام‌های اقتصادی ساخته دست بشر نیز باید مانند نظام‌های طبیعی طوری ساخته شوند که نیازی به دخالت دولت نداشته باشند؛ و وظیفه دولت فقط از بین بردن موانع ساختگی ایجاد آزادی و مالکیت و مجازات افراد متعدی به این دو و همچنین تعلیم قوانین طبیعی است.
اصل «تعادل اقتصادی خودکار» به این معنی که اقتصاد به خودی خود به تعادل می‌رسد و نیازی به دخالت دولت ندارد نیز اولین بار توسط این مکتب بیان شد که ریشه در دیدگاه آنان به طبیعت دارد.  «کنه» بنیان‌گذار مکتب فیزیکراتیسم در کتاب «تابلوی اقتصادی» خود جریان ثروت در اقتصاد را به مشابه جریان گردش خون در بدن می‌داند که به صورت خودکار و بدون نیاز به دخالت از خارج انجام می‌گردد. او توضیح می‌دهد که چگونه تولید، توزیع و مصرف به یکدیگر وابسته‌اند و کلیه مبادلات حلقه‌های یک زنجیر را تشکیل می‌دهند. با تکرار مستمر جریان تولید، توزیع و مصرف اقتصاد متعادل می‌گردد. با نظریه «جریان ثروت» هسته فکری یکی از مهم‌ترین اصول سرمایه‌داری یعنی «تعادل خودکار» شکل گرفت.
مکتب فیزیوکراتیسم با استفاده از دئیسم در شکل‌گیری لیبرالیسم اقتصادی که یکی دیگر از اصول سرمایه‌داری است نیز نقش داشته؛ زیرا از یک طرف شرایط طبیعی حاصل از عدم دخالت را بهترین شرایط دانسته و از طرفی دیگر با نفی لزوم وحی، معتقد است که انسان‌ها با استفاده از قانونمندی‌های فطری آزادانه به بهترین نحو عمل خواهند نمود و به علت همسویی منافع، محدود نکردن آزادی‌های آن‌ها موجب بهره‌مندی هرچه بیشتر کل جامعه خواهد شد.
به این صورت بود که سه اصل اساسی نظام سرمایه‌داری یعنی اصل «تعادل اقتصادی خودکار» و اصل «عدم مداخلهٔ دولت در امور اقتصادی» و در نهایت اصل «لیبرالیسم اقتصادی» توسط فلسفه دئیسم در مکتب فیزیوکراتیسم شکل گرفت.